# Veľké Chlievany
Veľké Chlievany (in ungherese: Nagyhelvény) è un comune della Slovacchia facente parte del distretto di Bánovce nad Bebravou, nella regione di Trenčín.